# Cronache marziane (miniserie televisiva)
Cronache marziane (The Martian Chronicles) è una miniserie televisiva in 3 episodi diretta da Michael Anderson, trasmessa dalla NBC nel gennaio 1980 e basata sull'omonima raccolta di racconti fantascientifici (1950-1954) di Ray Bradbury, ambientati su Marte nei primi anni duemila.
Scritta dallo sceneggiatore e scrittore di fantascienza Richard Matheson, è una co-produzione statunitense e britannica, che ha avuto anche delle distribuzioni cinematografiche in Europa e altri Paesi del mondo come lungometraggio, ridotto a una durata variabile.

## Trama
Nel 21º secolo la Terra inizia la colonizzazione di Marte. Le cose non vanno come previsto, in un primo momento a causa degli ostili nativi marziani, successivamente a causa del comportamento autodistruttivo dei terrestri stessi.

## Distribuzione
Secondo Fantafilm, "in fase di distribuzione la pellicola ha subìto numerosi ridimensionamenti. Esistono copie ridotte a 300 minuti circa, mentre la palma della versione più "tagliata" è detenuta dal Brasile dove ne circola una di soli 165 minuti."

## Accoglienza

### Critica
Pur differendo in molti punti dai racconti originali, la critica ha quasi sempre paragonato la miniserie ai racconti di Bradbury, considerandola in modo quasi sempre negativo, a partire proprio da Bradbury che l'ha definita "alquanto noiosa". Ne Il grande cinema di fantascienza di Gremese Editore (2001) questa "trasposizione non riesce a cogliere il senso finale del libro"; nel Dizionario della Tv (Sugarco, 1992) viene definita "un mezzo fallimento, nonostante le ambizioni e il grosso impegno".
Secondo Fantafilm, anche se "il risultato non restituisce appieno le suggestioni, le atmosfere magiche e sognanti, la poesia e la pensosa malinconia da cui è pervaso il libro, comunque [...] costituisce un prodotto di tutto rispetto, con un buon cast ed effetti speciali all'avanguardia per l'epoca in cui è stato girato."